# Friedrich M. Fels
Friedrich M. Fels (geb. als Friedrich Mayer, vermutlich 1864 in Dürkheim; gest. nach 1899) war ein deutscher Journalist, der sich im Umfeld Jung-Wiens einen Namen machte. Er publizierte zu Friedrich Nietzsche und zu Charles Sealsfield.

## Leben
Über seine Herkunft ist so gut wie nichts bekannt, selbst sein Geburtsname ist nicht mit Sicherheit zu eruieren. Um 1890 studiert er ein paar Semester in München Jura. Den Abschluss macht er aber an einem anderen Ort. Er ist 1891 als Redakteur für die von Eduard Michael Kafka herausgegebene Zeitschrift Moderne Rundschau tätig und ist beim Aufbau einer »Freien Bühne« in Wien als deren Obmann beteiligt. Dabei hält er auch den programmatischen Vortrag Die Moderne, der noch im gleichen Jahr publiziert wurde. 1893 finanzieren ihm seine Literatenfreunde Richard Beer-Hofmann, Arthur Schnitzler, Hugo von Hofmannsthal einen Kuraufenthalt in Meran. Im Juni 1895 übersiedelte er nach Zürich, wo er noch im Sommer ein zweiteiliges Feuilleton bei den Neuen Zürcher Nachrichten unterbringt und bei Hugo Bettauer wohnt. 1897 war er Mitarbeiter des Berner Bunds und hielt in Bern eine Reihe von Vorträgen zur zeitgenössischen Literatur. In Folge verliert sich seine Spur, nur 1899 ist noch ein kleinerer Aufsatz nachweisbar.

## Werke
(Chronologisch, als »Friedrich M. Fels«, so nicht anderweitig angegeben)
- Wir Irdischen. In: An der schönen Blauen Donau, 1890, S. 153 (online)
- Wie man berühmt wird. Eine wahre Geschichte. In: An der schönen blauen Donau, 1890, S. 217–221 (online)
- Die Moderne. In: Moderne Rundschau, 4 (1891), S. 79–81.
- Und doch… In: An der schönen Blauen Donau, 1891 (online)
- Von neuen Romanen. In: Moderne Rundschau, 1. Oktober 1891, S. 260 (über Michael Georg Conrad, Egestorff, Baron Torresani, Hermann Menkes)
- Wiener Brief. In: Freie Bühne, Jg. 3, H. 2, Februar 1892, 197–201 (online)
- Wiener Brief. In: Freie Bühne, Jg. 2, H. 4, April 1892, S. 433–438 (online)
- Das ungarische Nationaltheater. In: Wiener Montags-Journal, 3. Oktober 1892 (online)
- F. M. F.: »Mutter!« von Heinz Tovote. In: Allgemeine Kunst-Chronik, 15. November 1892, S. 614. (online)
- F. M. F.: »Anatol« von Arthur Schnitzler. In: Allgemeine Kunst-Chronik, 15. November 1892, S. 614. (online)
- Friedr. M. Fels: Friedrich Nietzsche. In: Wiener Allgemeine Zeitung, Nr. 4988, 26. Oktober 1894, S. 2–3.
- Neue Sealsfield-Briefe. In: Die Presse, 11. April 1895, S. 1–2. (online)
- Ein Theologe zur »Aesthetik der Dichtkunst«. In: Neue Revue, Jg. 6, Nr. 16, 17. April 1895, S. 490–495. (über Laurenz Müllner)
- Aesthetische Zeitfragen. In: Neue Revue, Jg. 6, Nr. 21, 22. Mai 1895, S. 656–660.
- Zeichen der Zeit. In: Die Presse, 10.–11. Juli 1895 (online)
- Charles Sealsfield: Das Kajütenbuch oder nationale Charakteristiken. Herausgegeben und eingeleitet von Friedrich M. Fels. Mit dem Bildniß Sealsfields. Reclams Universal-Bibliothek, Nr. 3404, August 1895.
- Friedrich M. Fels: Bulgarische Volksdichtungen. In: Neue Zürcher Zeitung, Jg. 116, Nr. 224, 14. August 1895, Morgenblatt, S. 1–2. (online) und Nr. 225, 15. August 1895, Morgenblatt, S. 1–2 (online)
- Shakespeare oder Bacon. In: Neue Revue, Jg. 6, Nr. 37, 28. August 1895, S. 1099–
- Dr. Friedr. M. Fels: Die Volkslieder der Bulgaren. In: Neue Revue, Jg. 6, Nr. 50, 11. Dezember 1895, S. 1583–1586.
- F. M. Fels: Gelegentlich eines Buches von Herman Grimm. In: Der Bund, 29. Januar 1897, 2. Blatt, S. 1–2. (online)
- [Über Sealsfield], Sonntagsbeilage des Berner Bund, Nr. 36–39, 1897
- Friedr. M. Fels: Jakob Burckhardt über die Cultur der Griechen. In: Deutsche Rundschau, 98. Band, Januar–März 1899, S. 300–312 (online)

### Korrespondenz
- Briefe an Arthur Schnitzler. In: Arthur Schnitzler: Briefwechsel mit Autorinnen und Autoren. Digitale Edition. Hg. Martin Anton Müller, Gerd Hermann Susen und Laura Untner (Abfrage 2023-6-1)